# I-Free
i-Free — российская группа компаний, в которую входят проекты в области мобильных приложений, фудтеха, разработки технологий понимания естественного языка и т.д. 
Основанная в 2001 году, в 2000-х i-Free была одним из крупнейших поставщиков дополнительных мобильных услуг (value-added services) в России.

## История
Компания была основана в ноябре 2001 года в Санкт-Петербург Кириллом Петровым, Сергеем Шульгой и Кириллом Горыней. Она заняла почти свободную на тот момент нишу дополнительных мобильных услуг (value-added services, VAS) для клиентов операторов сотовой связи. Компания начала с голосовых сервисов по короткому номеру, а затем разработала свою платформу для продажи рингтонов и изображений. В 2002—2004 годах выручка i-Free выросла с 25 тыс. долларов до почти 30 млн. К 2004 году компания занимала первое место на российском рынке контент-услуг с долей 16% (по оценке iKS Consulting). 
С распространением WAP-интернета, компания инвестировала в покупку разработчиков мобильных игр. Помимо этого i-Free развивала услуги мобильного биллинга и к концу 2000-х годов была одним из главных участников рынка (собственную долю компания оценивала в 60%).
В период быстрого роста i-Free открыла офисы в Казахстане, Украине, Беларуси, Индии и Китае. Выход на китайский рынок был удачным: в 2007 году компания получила статус лучшего контент-провайдера оператора China Mobile, в 2013 — стала стратегическим партнёров China Telecom, производители смартфонов предустанавливали её приложения на устройства для местного рынка. К 2021 году география работы компании охватывала до 100 стран мира.
Прибыль от проектов, связанных с мобильным контентом, i-Free инвестировала в собственные разработки. На фоне сокращения рынка VAS после выхода устройств на iOS и Android компания переориентировалась на работу в формате корпоративного венчурного фонда (стартап-студии). В 2010 году в структуре компании было создано подразделение i-Free Innovations, в рамках которого велась работа над сервисами на базе NFC, технологий распознавания голоса, искусственного интеллекта, телеметрии и пр. В 2012 году компания запустила собственный венчурный фонд, который в течение нескольких лет поддержал около 50 технологических стартапов.

## Проекты
К 2020 году при участии i-Free были запущены более 10 компаний, в т.ч. «Кошелёк», Just AI, сервис корпоративного питания «наЛанч», приложение для управления личными финансами CoinKeeper и т.д..
Приложение для хранения и бесконтактного использования оцифрованных банковских и транспортных карт (а позднее и карт лояльности) «Кошелёк» было запущено в 2012 году. Ещё до повсеместного распространения бесконтактных платежей со смартфона, разработчик представил собственную платформу для безопасной передачи платёжных данных. В 2010-х годах в «Кошелёк» инвестировали «Ланит» и Альфа-банк. К 2021 году «Кошелёк» сотрудничал с 60 банками и 200 крупными ритейлерами, 20 млн пользователей загрузили в приложение около 300 млн карт. В апреле 2021 года контрольную долю в компании (77,4%) приобрела головная компания Тинькофф банка.
JustAI — разработчик технологий искусственного интеллекта, машинного обучения и понимания естественного языка, работает с 2011 года. Инструменты компании использовались в голосовых помощниках, корпоративных чат-ботах, для автоматизации колл-центров и т.д. В компанию инвестировали МТС и Совкомбанка, на 2019 год она оценивалась в 40 млн долларов По итогам 2020 года JustAI занял 6 место в списке крупнейших компаний России в области ИИ (по данным Cnews Analytics).

## Рейтинги
В 2014 году российский Forbes поставил i-Free на 6 место в списке крупнейших интернет-компаний (с выручкой 130 млн долларов).